# F-15S/MTD
맥도넬 더글러스 F-15S/MTD(Short Takeoff and Landing/Maneuver Technology Demonstrator; 단거리 이착륙 조종 기술 시범비행기)는 F-15 이글의 개조 비행기이다. 시범비행기로 개발된 F-15S/MTD는, 추력편향 효과와 향상된 조종을 연구에 사용되었다. 사용된 기종은 TF-15A (F-15B) #1 (USAF S/N 71-0290)로, 처음으로 인도된 F-15 기체이며, 미공군으로부터 미국항공우주국(NASA)에 대여되었다.
후에 동일한 비행기가 F-15 ACTIVE (Advanced Control Technology for Integrated Vehicles; 통합 기체를 위한 고등 제어 기술)와 F-15 IFCS (Intelligent Flight Control System; 지능 비행 제어장치) 계획에 이용되었다. F-15S/MTD 계획에 사용된 기체는 1993년 ~ 1999년에 F-15 ACTIVE에 사용되었고, 1999년부터는 다시 F-15 IFCS 계획에 사용되었다. 추력 편향 노즐의 도움으로 이 비행기는 유명한 코브라 기동(Pugachev's Cobra)을 수행할 수 있었다. 그러나 추락할수있다

## 개요
F-15S/MTD 계획에 사용된 비행기는 1991년 추력편향과 카나드를 사용한 F-15S/MTD 계획이 성공리에 끝난 후 여러 차례 비행하였다.

## 원리
- 노즐: 가동식 노즐과 판(vane; 바람개비)을 설치하여, 가스를 전방, 바깥쪽 또는 비행기 축과 20도까지의 어느 각도로도 보낼 수 있었다.
- 복합 효과: 고도로 발전된 비행 제어 소프트웨어로 전방 커나드의 움직임을 조정하여 상방으로, 수평꼬리날개와 노즐로 하방으로 힘을 줄 수 있었다.
- 빠른 정지: 노즐 위·아래로부터의 엔진 가스를 편향시키고 비행기 앞부분의 커나드를 회전시키면 거대한 에어브레이크로 작용하는데, S/MTD는 매우 급속히 정지할 수 있었고, 강력한 F100 엔진은 빠르게 가속시켰다. 이런 종류의 조종은 근접전에서 유용하다.

## 제원

### F-15 ACTIVE
정보의 출처: NASA.
일반 특성
- 승무원: 2 명
- 화물탑재량: 17,000 lb (7,112 kg)
- 길이: 63.7 ft (19.42 m)
- 날개폭: 42.8 ft (13 m)
- 높이: 18 ft 6 in (5.64 m)
- 날개면적: 608 ft² (56.5 m²)
- 공허중량: 35,000 lb (15,876 kg)
- 탑재중량: 47,000 lb (21,319 kg)
- 엔진: 2× 프랫 & 휘트니 F100-PW-229 
  - 최대추력: 17,800 lbf (79 kN) 각각
  - 재연소시추력: 29,000 lb (129 kN) 각각

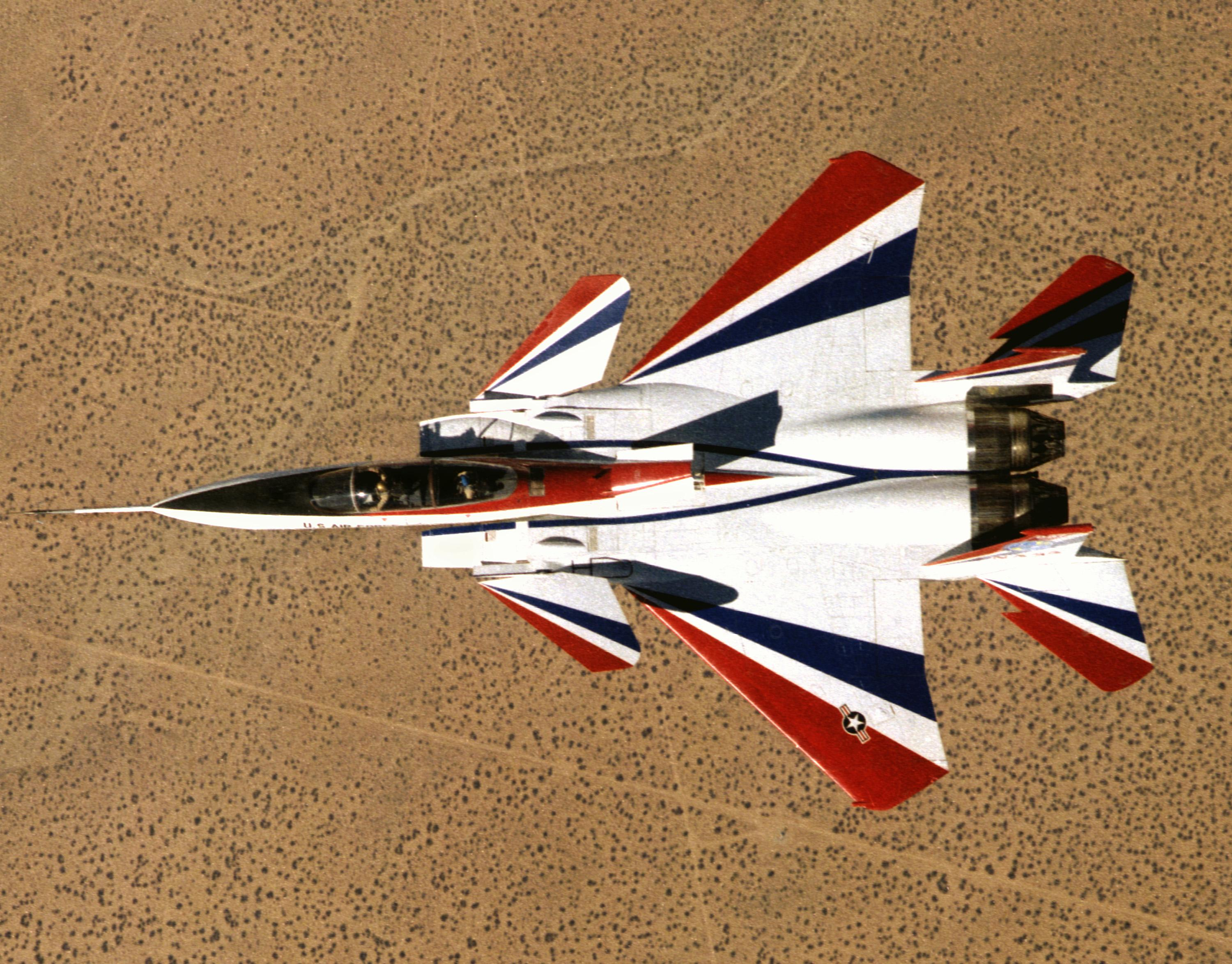
F-15 ACTIVE

- *Fuel capacity: 11,520 lb (5,225 kg) (approx. 1,700 gal)
- Horizontal tail span: 28.2 ft (8.60 m)
- Canard span: 25.6 ft (7.80 m)

성능
- 최대속도: Mach 2.0 (1,522 mph, 2,450 km/h)
- 상승한도: 60,000 ft (18,288 m)

## 같이 보기
- F-15
- F-15E 스트라이크 이글
- Su-37